# Temporada 2019 del Super GT Japonés
La temporada 2019 del Super GT Japonés fue 15a temporada de dicho campeonato de carreras de gran turismos con sede en Japón. Fue autorizada por la Federación de Automóviles de Japón (JAF) y dirigida por la GT Association (GTA). Fue la 26a temporada del incluyendo la era del Campeonato Japonés de Gran Turismos (JGTC, por sus siglas en inglés) y la 36a temporada general de un campeonato nacional de deportivos de la JAF.
Esta temporada fue la primera tras la asociación con Deutsche Tourenwagen Masters, aunque aún sin la adaptación a la «Class One».

## Escuderías y pilotos

### GT500
| Escudería                   | Constructor | Automóvil               | N.º | Pilotos             | Neu. | Rondas   |
| --------------------------- | ----------- | ----------------------- | --- | ------------------- | ---- | -------- |
| Team Kunimitsu              | Honda       | Honda NSX-GT GT500      | 1   | Jenson Button       | B    | Todas    |
| Team Kunimitsu              | Honda       | Honda NSX-GT GT500      | 1   | Naoki Yamamoto      | B    | Todas    |
| NDDP Racing B-Max           | Nissan      | Nissan GT-R Nismo GT500 | 3   | Frederic Makowiecki | M    | Todas    |
| NDDP Racing B-Max           | Nissan      | Nissan GT-R Nismo GT500 | 3   | Kōhei Hirate        | M    | Todas    |
| Lexus Team LeMans Wako's    | Lexus       | Lexus LC 500 GT500      | 6   | Kazuya Oshima       | B    | Todas    |
| Lexus Team LeMans Wako's    | Lexus       | Lexus LC 500 GT500      | 6   | Kenta Yamashita     | B    | Todas    |
| Autobacs Racing Team Aguri  | Honda       | Honda NSX-GT GT500      | 8   | Tomoki Nojiri       | B    | Todas    |
| Autobacs Racing Team Aguri  | Honda       | Honda NSX-GT GT500      | 8   | Takuya Izawa        | B    | Todas    |
| Team Impul                  | Nissan      | Nissan GT-R Nismo GT500 | 12  | Daiki Sasaki        | B    | Todas    |
| Team Impul                  | Nissan      | Nissan GT-R Nismo GT500 | 12  | James Rossiter      | B    | 1-5, 7-8 |
| Team Impul                  | Nissan      | Nissan GT-R Nismo GT500 | 12  | Katsumasa Chiyo     | B    | 6        |
| Team Mugen                  | Honda       | Honda NSX-GT GT500      | 16  | Hideki Mutoh        | Y    | Todas    |
| Team Mugen                  | Honda       | Honda NSX-GT GT500      | 16  | Daisuke Nakajima    | Y    | Todas    |
| Keihin Real Racing          | Honda       | Honda NSX-GT GT500      | 17  | Koudai Tsukakoshi   | B    | Todas    |
| Keihin Real Racing          | Honda       | Honda NSX-GT GT500      | 17  | Bertrand Baguette   | B    | Todas    |
| Lexus Team WedsSport Bandoh | Lexus       | Lexus LC 500 GT500      | 19  | Yuji Kunimoto       | Y    | Todas    |
| Lexus Team WedsSport Bandoh | Lexus       | Lexus LC 500 GT500      | 19  | Sho Tsuboi          | Y    | Todas    |
| NISMO                       | Nissan      | Nissan GT-R Nismo GT500 | 23  | Tsugio Matsuda      | M    | Todas    |
| NISMO                       | Nissan      | Nissan GT-R Nismo GT500 | 23  | Ronnie Quintarelli  | M    | Todas    |
| Kondo Racing                | Nissan      | Nissan GT-R Nismo GT500 | 24  | Mitsunori Takaboshi | Y    | Todas    |
| Kondo Racing                | Nissan      | Nissan GT-R Nismo GT500 | 24  | Jann Mardenborough  | Y    | Todas    |
| Lexus Team au Tom's         | Lexus       | Lexus LC 500 GT500      | 36  | Yuhi Sekiguchi      | B    | Todas    |
| Lexus Team au Tom's         | Lexus       | Lexus LC 500 GT500      | 36  | Kazuki Nakajima     | B    | 1, 3-8   |
| Lexus Team au Tom's         | Lexus       | Lexus LC 500 GT500      | 36  | Ritomo Miyata       | B    | 2        |
| Lexus Team KeePer Tom's     | Lexus       | Lexus LC 500 GT500      | 37  | Ryō Hirakawa        | B    | Todas    |
| Lexus Team KeePer Tom's     | Lexus       | Lexus LC 500 GT500      | 37  | Nick Cassidy        | B    | Todas    |
| Lexus Team Zent Cerumo      | Lexus       | Lexus LC 500 GT500      | 38  | Hiroaki Ishiura     | B    | Todas    |
| Lexus Team Zent Cerumo      | Lexus       | Lexus LC 500 GT500      | 38  | Yuji Tachikawa      | B    | Todas    |
| Lexus Team SARD             | Lexus       | Lexus LC 500 GT500      | 39  | Heikki Kovalainen   | B    | Todas    |
| Lexus Team SARD             | Lexus       | Lexus LC 500 GT500      | 39  | Yuichi Nakayama     | B    | Todas    |
| Modulo Nakajima Racing      | Honda       | Honda NSX-GT GT500      | 64  | Narain Karthikeyan  | D    | Todas    |
| Modulo Nakajima Racing      | Honda       | Honda NSX-GT GT500      | 64  | Tadasuke Makino     | D    | Todas    |

### GT300
| Equipo                          | Constructor  | Automóvil                       | N.º | Pilotos                      | Neu. | Rondas      |
| ------------------------------- | ------------ | ------------------------------- | --- | ---------------------------- | ---- | ----------- |
| Cars Tokai Dream28              | Lotus        | Lotus Evora MC                  | 2   | Kazuho Takahashi             | Y    | Todas       |
| Cars Tokai Dream28              | Lotus        | Lotus Evora MC                  | 2   | Hiroki Katoh                 | Y    | Todas       |
| Cars Tokai Dream28              | Lotus        | Lotus Evora MC                  | 2   | Hiroshi Hamaguchi            | Y    | 5           |
| Goodsmile Racing with Team UKYO | Mercedes-AMG | Mercedes-AMG GT3                | 4   | Nobuteru Taniguchi           | Y    | Todas       |
| Goodsmile Racing with Team UKYO | Mercedes-AMG | Mercedes-AMG GT3                | 4   | Tatsuya Kataoka              | Y    | Todas       |
| Team Mach                       | Toyota       | Toyota 86 MC                    | 5   | Natsu Sakaguchi              | Y    | 1-3, 5-8    |
| Team Mach                       | Toyota       | Toyota 86 MC                    | 5   | Yuya Hiraki                  | Y    | 1-3, 5-8    |
| Team Mach                       | Toyota       | Toyota 86 MC                    | 5   | Tetsuji Tamanaka             | Y    | 2           |
| Team Mach                       | Toyota       | Toyota 86 MC                    | 5   | Ryohei Sakaguchi             | Y    | 5           |
| D'station Racing AMR            | Aston Martin | Aston Martin Vantage AMR GT3    | 7   | Tomonobu Fujii               | Y    | Todas       |
| D'station Racing AMR            | Aston Martin | Aston Martin Vantage AMR GT3    | 7   | João Paulo de Oliveira       | Y    | Todas       |
| D'station Racing AMR            | Aston Martin | Aston Martin Vantage AMR GT3    | 7   | Darren Turner                | Y    | 5           |
| Pacific Racing with Good Speed  | Porsche      | Porsche 911 GT3 R               | 9   | Naoki Yokomizo               | Y    | Todas       |
| Pacific Racing with Good Speed  | Porsche      | Porsche 911 GT3 R               | 9   | Kyosuke Mineo                | Y    | Todas       |
| Pacific Racing with Good Speed  | Porsche      | Porsche 911 GT3 R               | 9   | Akihiro Tsuzuki              | Y    | 5           |
| GAINER                          | Nissan       | Nissan GT-R Nismo GT3 (2018)    | 10  | Kazuki Hoshino               | Y    | Todas       |
| GAINER                          | Nissan       | Nissan GT-R Nismo GT3 (2018)    | 10  | Keishi Ishikawa              | Y    | Todas       |
| GAINER                          | Nissan       | Nissan GT-R Nismo GT3 (2018)    | 11  | Katsuyuki Hiranaka           | D    | Todas       |
| GAINER                          | Nissan       | Nissan GT-R Nismo GT3 (2018)    | 11  | Hironobu Yasuda              | D    | Todas       |
| Team UpGarage                   | Honda        | Honda NSX GT3 Evo               | 18  | Takashi Kobayashi            | Y    | Todas       |
| Team UpGarage                   | Honda        | Honda NSX GT3 Evo               | 18  | Kosuke Matsuura              | Y    | Todas       |
| Team UpGarage                   | Honda        | Honda NSX GT3 Evo               | 18  | Shinnosuke Yamada            | Y    | 2, 5        |
| Audi Team Hitotsuyama           | Audi         | Audi R8 LMS Evo                 | 21  | Richard Lyons                | Y    | Todas       |
| Audi Team Hitotsuyama           | Audi         | Audi R8 LMS Evo                 | 21  | Ryuichiro Tomita             | Y    | Todas       |
| Audi Team Hitotsuyama           | Audi         | Audi R8 LMS Evo                 | 21  | Alessio Picariello           | Y    | 2, 5        |
| R'Qs Motor Sports               | Mercedes-AMG | Mercedes-AMG GT3                | 22  | Masaki Jyonai                | Y    | 1-3, 5-6, 8 |
| R'Qs Motor Sports               | Mercedes-AMG | Mercedes-AMG GT3                | 22  | Hisashi Wada                 | Y    | 1-3, 5-6, 8 |
| R'Qs Motor Sports               | Mercedes-AMG | Mercedes-AMG GT3                | 22  | Björn Wirdheim               | Y    | 5           |
| Tsuchiya Engineering            | Toyota       | Toyota 86 MC                    | 25  | Takamitsu Matsui             | Y    | Todas       |
| Tsuchiya Engineering            | Toyota       | Toyota 86 MC                    | 25  | Kimiya Sato                  | Y    | Todas       |
| Tsuchiya Engineering            | Toyota       | Toyota 86 MC                    | 25  | Takeshi Tsuchiya             | Y    | 2, 5        |
| apr                             | Toyota       | Toyota Prius PHV GR Sport GT300 | 30  | Hiroaki Nagai                | Y    | Todas       |
| apr                             | Toyota       | Toyota Prius PHV GR Sport GT300 | 30  | Manabu Orido                 | Y    | Todas       |
| apr                             | Toyota       | Toyota Prius PHV GR Sport GT300 | 30  | Kazuto Kotaka                | Y    | 2, 5        |
| apr                             | Toyota       | Toyota Prius PHV GR Sport GT300 | 31  | Koki Saga                    | B    | Todas       |
| apr                             | Toyota       | Toyota Prius PHV GR Sport GT300 | 31  | Yuhki Nakayama               | B    | Todas       |
| X Works                         | Nissan       | Nissan GT-R Nismo GT3 (2018)    | 33  | Marchy Lee                   | Y    | 1-5         |
| X Works                         | Nissan       | Nissan GT-R Nismo GT3 (2018)    | 33  | Shaun Thong                  | Y    | Todas       |
| X Works                         | Nissan       | Nissan GT-R Nismo GT3 (2018)    | 33  | Shinya Michimi               | Y    | 2, 5-8      |
| Modulo Drago Corse              | Honda        | Honda NSX GT3 Evo               | 34  | Ryo Michigami                | Y    | Todas       |
| Modulo Drago Corse              | Honda        | Honda NSX GT3 Evo               | 34  | Hiroki Otsu                  | Y    | Todas       |
| Panther arto Team Thailand      | Lexus        | Lexus RC F GT3                  | 35  | Nattapong Horthongkum        | Y    | Todas       |
| Panther arto Team Thailand      | Lexus        | Lexus RC F GT3                  | 35  | Sean Walkinshaw              | Y    | Todas       |
| Panther arto Team Thailand      | Lexus        | Lexus RC F GT3                  | 35  | Nattavude Charoensukhawatana | Y    | 2           |
| NILLZ Racing                    | Nissan       | Nissan GT-R Nismo GT3 (2017)    | 48  | Masaki Tanaka                | Y    | 1-3, 5-8    |
| NILLZ Racing                    | Nissan       | Nissan GT-R Nismo GT3 (2017)    | 48  | Taiyou Iida                  | Y    | 1-3, 5-8    |
| NILLZ Racing                    | Nissan       | Nissan GT-R Nismo GT3 (2017)    | 48  | Teruhiko Hamano              | Y    | 2, 5        |
| Arnage Racing                   | Mercedes-AMG | Mercedes-AMG GT3                | 50  | Masaki Kano                  | Y    | Todas       |
| Arnage Racing                   | Mercedes-AMG | Mercedes-AMG GT3                | 50  | Ryosei Yamashita             | Y    | Todas       |
| Arnage Racing                   | Mercedes-AMG | Mercedes-AMG GT3                | 50  | Yuya Tezuka                  | Y    | 2, 5        |
| Saitama Toyopet Green Brave     | Toyota       | Toyota Mark X MC                | 52  | Hiroki Yoshida               | B    | Todas       |
| Saitama Toyopet Green Brave     | Toyota       | Toyota Mark X MC                | 52  | Shigekazu Wakisaka           | B    | Todas       |
| Autobacs Racing Team Aguri      | Honda        | Honda NSX GT3 Evo               | 55  | Shinichi Takagi              | B    | Todas       |
| Autobacs Racing Team Aguri      | Honda        | Honda NSX GT3 Evo               | 55  | Nirei Fukuzumi               | B    | Todas       |
| Kondo Racing                    | Nissan       | Nissan GT-R Nismo GT3 (2018)    | 56  | Kazuki Hiramine              | Y    | Todas       |
| Kondo Racing                    | Nissan       | Nissan GT-R Nismo GT3 (2018)    | 56  | Sacha Fenestraz              | Y    | Todas       |
| LM Corsa K-Tunes Racing         | Lexus        | Lexus RC F GT3                  | 60  | Hiroki Yoshimoto             | D    | Todas       |
| LM Corsa K-Tunes Racing         | Lexus        | Lexus RC F GT3                  | 60  | Ritomo Miyata                | D    | 1, 3-8      |
| LM Corsa K-Tunes Racing         | Lexus        | Lexus RC F GT3                  | 60  | Dominik Farnbacher           | D    | 2           |
| LM Corsa K-Tunes Racing         | Lexus        | Lexus RC F GT3                  | 96  | Sena Sakaguchi               | B    | Todas       |
| LM Corsa K-Tunes Racing         | Lexus        | Lexus RC F GT3                  | 96  | Morio Nitta                  | B    | Todas       |
| R&D Sport                       | Subaru       | Subaru BRZ R&D Sport            | 61  | Takuto Iguchi                | D    | Todas       |
| R&D Sport                       | Subaru       | Subaru BRZ R&D Sport            | 61  | Hideki Yamauchi              | D    | Todas       |
| K2 R&D LEON Racing              | Mercedes-AMG | Mercedes-AMG GT3                | 65  | Haruki Kurosawa              | B    | 1-5         |
| K2 R&D LEON Racing              | Mercedes-AMG | Mercedes-AMG GT3                | 65  | Naoya Gamou                  | B    | Todas       |
| K2 R&D LEON Racing              | Mercedes-AMG | Mercedes-AMG GT3                | 65  | Togo Suganami                | B    | 6-8         |
| McLaren Customer Racing Japan   | McLaren      | McLaren 720S GT3                | 720 | Seiji Ara                    | Y    | 1-3, 5-8    |
| McLaren Customer Racing Japan   | McLaren      | McLaren 720S GT3                | 720 | Álex Palou                   | Y    | 1-3, 5-8    |
| JLOC                            | Lamborghini  | Lamborghini Huracán GT3         | 87  | Tsubasa Takahashi            | Y    | Todas       |
| JLOC                            | Lamborghini  | Lamborghini Huracán GT3         | 87  | André Couto                  | Y    | Todas       |
| JLOC                            | Lamborghini  | Lamborghini Huracán GT3         | 87  | Kiyoto Fujinami              | Y    | 2, 5        |
| JLOC                            | Lamborghini  | Lamborghini Huracán GT3         | 88  | Takashi Kogure               | Y    | Todas       |
| JLOC                            | Lamborghini  | Lamborghini Huracán GT3         | 88  | Yuya Motojima                | Y    | Todas       |
| Tomei Sports                    | Nissan       | Nissan GT-R Nismo GT3 (2018)    | 360 | Atsushi Tanaka               | Y    | 1-2, 5-6    |
| Tomei Sports                    | Nissan       | Nissan GT-R Nismo GT3 (2018)    | 360 | Takayuki Aoki                | Y    | 1-3, 5-8    |
| Tomei Sports                    | Nissan       | Nissan GT-R Nismo GT3 (2018)    | 360 | Yusaku Shibata               | Y    | 2-3, 5, 7-8 |

### Cambios de pilotos
- Marchy Lee y Shaun Thong, campeones de la Copa de Asia de Blancpain GT Series, harán su debut en Super GT con X Works. Lee y Thong competirán la temporada completa, mientras que Shinya Michimi participará en la carrera de 500 millas de Fuji.[2]
- El piloto del Campeonato Europeo de Fórmula 3 de la FIA, Álex Palou, hará su debut en el Súper GT para McLaren Customer Racing Japan.[3]
- Narain Karthikeyan hará su debut en Super GT para Nakajima Racing. Karthikeyan previamente condujo para el equipo de Super Formula de Nakajima en 2018.[4]
- Nirei Fukuzumi hará su debut en el Super GT para ARTA GT300 equipo, reemplazando a Sean Walkinshaw.[4]
- Seiji Ara regresará a la serie después de un año de ausencia de la serie tras el retiro de Studie en 2018. Se espera que conduzca a tiempo completo para McLaren Customer Racing Japan.[3]
- Tadasuke Makino volverá a la serie después de una ausencia de dos años de la serie. Makino entrará en su primera campaña de temporada completa con Nakajima Racing tras competir previamente con Drago Corse en las últimas tres carreras de la temporada 2016.[4]
- Manabu Orido, quien regresó a mitad de temporada en 2018 para reemplazar a Kota Sasaki en el equipo apr, regresará a las tareas de manejo de tiempo completo en el Prius 30.[5]
- Hiroki Yoshida se mueve de Gainer a Saitama Toyopet Green Brave.[6][7]
- Tanto Bertrand Baguette como Kosuke Matsuura dejaron Nakajima Racing para unirse a Real Racing y Team UpGarage, respectivamente.[4]
- El veterano de la serie, João Paulo de Oliveira, dejó Kondō Racing y puso fin a su asociación de trece años con Nissan.[8] Se traslada a D'Station Racing para la temporada 2019.[9]
- Kōhei Hirate regresa a la clase GT500, yéndose de apr a NDDP by B-Max Racing.[10]
- Con Team UpGarage cambiando de Toyota MC a Honda GT3, Yuhki Nakayama pasará de Team UpGarage a apr, reemplazando a Kōhei Hirate..[5]
- Takashi Kogure dejará de competir a tiempo completo en la temporada 2019.[4]
- Kamui Kobayashi dejará el campeonato para enfocarse en competir en el WEC.[11]

### Cambios de escuderías
GT500
- El equipo Modulo regresa a la clase GT500 después de firmar un acuerdo con Nakajima Racing para convertirse en su nuevo patrocinador principal, reemplazando al patrocinador de big data de Epson..[4]

GT300
- Kondō Racing expandirá sus operaciones al desplegar un Nissan GT-R Nismo GT3 en la clase GT300.[12]
- Phoenix Racing Asia de Hong Kong, compitiendo como X Works hará su debut en Super GT Japonés usando un Nissan GT-R Nismo GT3 2018 y presentando una alineación completa de pilotos de Hong Kong para su temporada de debut, corriendo como Neon Genesis Evangelion Unit-01.[2][7]
- El equipo Taisan, EIcars Bentley y CarGuy Racing se retiraron del Super GT al final de la temporada 2018. El equipo Taisan se centrará en las carreras de EV, mientras que CarGuy Racing se concentrará en las 24 Horas de Le Mans y la Asian Le Mans Series.[13][14][15][16]
- El 21 de diciembre, se anunció oficialmente que el YouTuber virtual Mirai Akari se convertirá en el nuevo patrocinador principal de Pacific Racing, en reemplazo de Gulf Oil, que había patrocinado a Pacific desde 2016..[17][18]
- El equipo Goh, compitiendo como cliente de McLaren Racing Japón, regresa al Super GT después de una ausencia de 23 años, con un McLaren 720S GT3. Habían competido anteriormente en Super GT en la era JGTC como Team Lark, ganando el título del GT500 en 1996 con el McLaren F1 GTR, la única vez en la historia de la serie donde un fabricante no japonés ganó la clase del GT500.[3]
- Tanto el equipo UpGarage como el equipo GT300 de ARTA harán un cambio desde el Toyota 86 MC y BMW M6 GT3 construidos por Dome, respectivamente, al Honda NSX GT3..[4]
- apr ingresará en un Toyota Prius completamente nuevo, con motor delantero, después de que su antiguo Prius con motor central fuera obsoleto por las regulaciones que exigían que los motores de los autos GT300 se ubicaran en la misma posición que sus homólogos de producción.[5]

## Calendario
El calendario fue anunciado en mediados de 2018:
| Ronda | Circuito                                    | Duración | Fecha               |
| ----- | ------------------------------------------- | -------- | ------------------- |
| 1     | Circuito Internacional de Okayama, Mimasaka | 300 km   | 13-14 de abril      |
| 2     | Fuji Speedway, Oyama                        | 500 km   | 3-4 de mayo         |
| 3     | Circuito de Suzuka, Suzuka                  | 300 km   | 25-26 de mayo       |
| 4     | Circuito Internacional de Chang, Buriram    | 300 km   | 29-30 de junio      |
| 5     | Fuji Speedway, Oyama                        | 500 km   | 3-4 de agosto       |
| 6     | Autopolis, Ōita                             | 300 km   | 7-8 de septiembre   |
| 7     | Sportsland SUGO, Murata                     | 300 km   | 21-22 de septiembre |
| 8     | Twin Ring Motegi, Motegi                    | 250 km   | 2-3 de noviembre    |

### Cambios en circuitos
- A la luz de la asociación de la serie con el Deutsche Tourenwagen Masters, la serie compartirá dos rondas con este campeonato. Una está previsto que se celebre en Europa y el otro en Asia. Se aplicará una fórmula de equilibrio de rendimiento para garantizar la paridad entre los autos de ambas categorías, ya que el Super GT Japonés no adoptará las regulaciones de Clase Uno hasta 2020.
- La ronda final en Motegi ha sido adelantada una semana para evitar un enfrentamiento con el Mundial de Resistencia de la FIA y las Super Taikyu Series.[20]

## Resultados
| Ronda | Ronda                             | Clase | Pole Position                       | Pilotos ganadores                             | Constructor ganador |
| ----- | --------------------------------- | ----- | ----------------------------------- | --------------------------------------------- | ------------------- |
| 1     | Circuito Internacional de Okayama | GT300 | Shinichi Takagi Nirei Fukuzumi      | Morio Nitta Sena Sakaguchi                    | Honda               |
| 1     | Circuito Internacional de Okayama | GT500 | Tsugio Matsuda Ronnie Quintarelli   | Tomoki Nojiri Takuya Izawa                    | Nissan              |
| 2     | Fuji Speedway                     | GT300 | Kazuki Hiramine Sacha Fenestraz     | Katsuyuki Hiranaka Hironobu Yasuda            | Nissan              |
| 2     | Fuji Speedway                     | GT500 | Tsugio Matsuda Ronnie Quintarelli   | Yuji Tachikawa Hiroaki Ishiura                | Lexus               |
| 3     | Circuito de Suzuka                | GT300 | Takamitsu Matsui Kimiya Sato        | Morio Nitta Sena Sakaguchi                    | Toyota              |
| 3     | Circuito de Suzuka                | GT500 | Kazuki Nakajima Yuhi Sekiguchi      | Kazuki Nakajima Yuhi Sekiguchi                | Lexus               |
| 4     | Circuito Internacional de Chang   | GT300 | Takamitsu Matsui Kimiya Sato        | Kazuki Hoshino Keishi Ishikawa                | Toyota              |
| 4     | Circuito Internacional de Chang   | GT500 | Kazuya Oshima Kenta Yamashita       | Kazuya Oshima Kenta Yamashita                 | Lexus               |
| 5     | Fuji Speedway                     | GT300 | Shigekazu Wakisaka Hiroki Yoshida   | Tsubasa Takahashi André Couto Kiyoto Fujinami | Lamborghini         |
| 5     | Fuji Speedway                     | GT500 | Tsugio Matsuda Ronnie Quintarelli   | Kazuya Oshima Kenta Yamashita                 | Lexus               |
| 6     | Autopolis                         | GT300 | Takamitsu Matsui Kimiya Sato        | Hiroki Yoshimoto Ritomo Miyata                | Lexus               |
| 6     | Autopolis                         | GT500 | Koudai Tsukakoshi Bertrand Baguette | Heikki Kovalainen Yuichi Nakayama             | Lexus               |
| 7     | Sportsland SUGO                   | GT300 | Takuto Iguchi Hideki Yamauchi       | Shinichi Takagi Nirei Fukuzumi                | Honda               |
| 7     | Sportsland SUGO                   | GT500 | Koudai Tsukakoshi Bertrand Baguette | Frédéric Makowiecki Kōhei Hirate              | Nissan              |
| 8     | Twin Ring Motegi                  | GT300 | Seiji Ara Álex Palou                | Katsuyuki Hiranaka Hironobu Yasuda            | Nissan              |
| 8     | Twin Ring Motegi                  | GT500 | Kazuki Nakajima Yuhi Sekiguchi      | Ryō Hirakawa Nick Cassidy                     | Lexus               |
| NC    | Fuji Speedway                     |       |                                     |                                               |                     |

- Fuente:supergt.net[21]

## Clasificaciones

### Sistema de puntuación
| Posición           | 1° | 2° | 3° | 4° | 5° | 6° | 7° | 8° | 9° | 10° | Pole |
| Puntos             | 20 | 15 | 11 | 8  | 6  | 5  | 4  | 3  | 2  | 1   | 1    |
| 500 millas de Fuji | 25 | 18 | 13 | 10 | 8  | 6  | 5  | 4  | 3  | 2   | 1    |

### Campeonato de Pilotos

#### GT500
| Pos. | Pilotos                                | OKA | FUJ | SUZ | CHA | FUJ | AUT | SUG | MOT | Puntos |
| ---- | -------------------------------------- | --- | --- | --- | --- | --- | --- | --- | --- | ------ |
| 1    | Kazuya Oshima Kenta Yamashita          | 13  | 8   | 3   | 1   | 1   | 6   | 6   | 2   | 85     |
| 2    | Ryō Hirakawa Nick Cassidy              | 12  | 7   | 2   | 2   | 4   | 3   | 4   | 1   | 83     |
| 3    | Tsugio Matsuda Ronnie Quintarelli      | 2   | 2   | Ret | 11  | 3   | 13  | 3   | 8   | 52.5   |
| 4    | Yuji Tachikawa Hiroaki Ishiura         | 8   | 1   | 6   | 7   | Ret | 4   | 11  | 4   | 46.5   |
| 5    | Heikki Kovalainen Yuichi Nakayama      | 11  | 4   | 5   | 5   | Ret | 1   | 7   | 11  | 44     |
| 6    | Koudai Tsukakoshi Bertrand Baguette    | 14  | 5   | Ret | 13  | 8   | 2   | 5   | 5   | 39     |
| 7    | Yuhi Sekiguchi                         | 9   | Ret | 1   | 9   | Ret | 10  | 10  | 3   | 38     |
| 7    | Kazuki Nakajima                        | 9   |     | 1   | 9   | Ret | 10  | 10  | 3   | 38     |
| 8    | Naoki Yamamoto Jenson Button           | 15  | 3   | 13  | 12  | 2   | Ret | 8   | 6   | 37     |
| 9    | Kōhei Hirate Frédéric Makowiecki       | 4   | 6   | 9   | 6   | 11  | 11  | 1   | DNS | 36     |
| 10   | Tomoki Nojiri Takuya Izawa             | 1   | 9   | 4   | Ret | 7   | 5   | 12  | 13  | 31     |
| 11   | Yuji Kunimoto Sho Tsuboi               | 6   | 13  | 7   | 3   | 9   | 8   | 13  | 7   | 27.5   |
| 12   | Narain Karthikeyan Tadasuke Makino     | 10  | 10  | 11  | 10  | 10  | 7   | 2   | 12  | 23.5   |
| 13   | Daiki Sasaki                           | 3   | 12  | 10  | 8   | 5   | 12  | 14  | Ret | 17.5   |
| 13   | James Rossiter                         | 3   | 12  | 10  | 8   | 5   |     | 14  | Ret | 17.5   |
| 14   | Mitsunori Takaboshi Jann Mardenborough | 5   | 14  | 8   | 4   | Ret | 9   | 15  | 10  | 17     |
| 15   | Hideki Mutoh Daisuke Nakajima          | 7   | 11  | 12  | Ret | 6   | 14  | 9   | 9   | 12     |
| 16   | Katsumasa Chiyo                        |     |     |     |     |     | 12  |     |     | 0      |
| NC   | Ritomo Miyata                          |     | Ret |     |     |     |     |     |     | 0      |
| Pos. | Pilotos                                | OKA | FUJ | SUZ | CHA | FUJ | AUT | SUG | MOT | Puntos |

| Color     | Resultado                                                               |
| --------- | ----------------------------------------------------------------------- |
| Oro       | Ganador                                                                 |
| Plata     | 2.ª plaza                                                               |
| Bronce    | 3.ª plaza                                                               |
| Verde     | Finalizó en los puntos                                                  |
| Azul      | Finalizó sin puntos                                                     |
| Azul      | NC - No clasificado                                                     |
| Violeta   | Ret - No terminó (Carrera)                                              |
| Rojo      | DNQ - No se clasificó                                                   |
| Negro     | DSQ - Descalificado                                                     |
| Blanco    | DNS - No empezó (carrera)                                               |
| Blanco    | WD - Retirado (fin de semana)                                           |
| Blanco    | C - Carrera cancelada                                                   |
| Sin color | DNP - Inscrito pero no participó                                        |
| Sin color | INJ - Lesionado                                                         |
| Sin color | EX - Excluido                                                           |
| Estado    | Resultado                                                               |
| Negrita   | Pole position                                                           |
| Cursiva   | Vuelta rápida                                                           |
| †         | Abandona, pero clasifica al completar el porcentaje requerido para ello |

#### GT300
| Pos. | Pilotos                            | OKA | FUJ | SUZ | CHA | FUJ | AUT | SUG | MOT | Puntos |
| ---- | ---------------------------------- | --- | --- | --- | --- | --- | --- | --- | --- | ------ |
| 1    | Shinichi Takagi Nirei Fukuzumi     | 2   | 2   | 6   | 9   | 6   | 6   | 1   | 4   | 69.5   |
| 2    | Morio Nitta Sena Sakaguchi         | 1   | 16  | 1   | 14  | 15  | 5   | 3   | 3   | 58     |
| 3    | Katsuyuki Hiranaka Hironobu Yasuda | 21  | 1   | 9   | 8   | 9   | 15  | 22  | 1   | 48     |
| 4    | Nobuteru Taniguchi Tatsuya Kataoka | 8   | 6   | 4   | 12  | 8   | 4   | 2   | 5   | 47.5   |
| 5    | Naoya Gamou                        | 6   | 5   | 14  | 3   | Ret | 7   | 4   | 2   | 46.5   |
| 6    | Kazuki Hiramine Sacha Fenestraz    | 5   | 4   | 18  | 2   | 7   | 8   | 5   | 6   | 46     |
| 7    | Takashi Kogure Yuya Motojima       | 10  | 3   | 19  | 5   | 5   | 3   | 20  | 11  | 36.5   |
| 8    | Tsubasa Takahashi André Couto      | 16  | 11  | 17  | 7   | 1   | Ret | 26  | 23  | 29     |
| 9    | Shigekazu Wakisaka Hiroki Yoshida  | 3   | 13  | 27  | 23  | 2   | 24  | 8   | 13  | 27.5   |
| 10   | Hiroki Yoshimoto                   | 7   | 9   | 10  | 15  | 22  | 1   | 19  | 9   | 27     |
| 11   | Togo Suganami                      |     |     |     |     |     | 7   | 4   | 2   | 27     |
| 12   | Ritomo Miyata                      | 7   |     | 10  | 15  | 22  | 1   | 19  | 9   | 25     |
| 13   | Kiyoto Fujinami                    |     | 11  |     |     | 1   |     |     |     | 25     |
| 14   | Kazuki Hoshino Keishi Ishikawa     | Ret | 10  | 12  | 1   | 14  | 10  | 15  | 16  | 22     |
| 15   | Álex Palou Seiji Ara               | 19  | 14  | 13  |     | Ret | 2   | 12  | 7   | 20     |
| 16   | Haruki Kurosawa                    | 6   | 5   | 14  | 3   | Ret |     |     |     | 19.5   |
| 17   | Ryo Michigami Hiroki Otsu          | 9   | 26  | 7   | 10  | 3   | 11  | 13  | 24  | 19     |
| 18   | Takuto Iguchi Hideki Yamauchi      | 4   | 28  | 3   | 11  | 10  | Ret | 28  | 12  | 18     |
| 19   | Takamitsu Matsui Kimiya Sato       | Ret | 18  | 5   | 4   | 26  | 16  | 27  | 18  | 17     |
| 20   | Shaun Thong                        | Ret | 7   | 28  | 6   | 16  | 19  | 6   | 8   | 17     |
| 21   | Natsu Sakaguchi Yuya Hiraki        | Ret | Ret | 2   |     | 17  | 17  | 18  | 14  | 15     |
| 22   | Takashi Kobayashi Kosuke Matsuura  | 11  | 12  | 15  | 24  | 4   | 9   | 10  | 19  | 13     |
| 23   | Shinya Michimi                     |     | 7   |     |     | 16  | 19  | 6   | 8   | 12     |
| 24   | Richard Lyons Ryuichiro Tomita     | 13  | 8   | 8   | 13  | 13  | 13  | 7   | 27  | 10     |
| 25   | Marchy Lee                         | Ret | 7   | 28  | 6   | 16  |     |     |     | 5      |
| 26   | Dominik Farnbacher                 |     | 9   |     |     |     |     |     |     | 2      |
| 27   | Naoki Yokomizo Kyosuke Mineo       | 15  | 22  | 22  | 16  | 19  | 22  | 9   | 15  | 2      |
| 28   | Takayuki Aoki Yusaku Shibata       | Ret | 15  | 20  |     | 27  | 25  | 11  | 10  | 1      |
| Pos. | Pilotos                            | OKA | FUJ | SUZ | CHA | FUJ | AUT | SUG | MOT | Puntos |